# 年間最優秀MILF女優賞 (XBIZ)
年間最優秀MILF女優賞（ねんかんさいゆうしゅうMILFじょゆうしょう、MILF Performer of The Year）は、XBIZ賞の部門の一つで、年間で活躍したMILF女優に贈られる部門賞である。

## 概要
同部門は、2011年に新設され、現在に至っている。部門賞の名称である「MILF Performer of The Year」は、新設当時は異なっていたが、現在ではAVNアワード側が変更し、同じ名称となっている。

### XBIZ賞
XBIZ賞は、ポルノ業界のニュースやビジネス情報を扱うオンラインマガジン「XBIZマガジン」が2003年に創設した賞である。AVNアワードと異なり、ファンや一般人が推薦した候補を審査員が受け付けて、その後、各部門の受賞者などが決定される。この賞は、アダルト・エンターテインメントの成長と成功に不可欠な役割を果たした個人や企業、男優・女優、作品に贈られる。

### MILF
「MILF」とは、「Mom I'd Like to Fuck」の頭文字に由来し、熟年になっても性的な魅力がある女性のことを指している。通常、「MILF」とされる女性は、「MILF」の相手となる人物にとって、その人物の母親となりうる年齢の魅力的な女性を指す。例えば、20〜25歳にとって「MILF」とは、40〜55歳くらいの性的魅力にあふれた女性のことになる。
その他、「MILF」に類似した言葉に、欧米では「クーガー」や「ヤミー・マミー」、「Mature」、日本では「美魔女」、「熟女」などがある。